# Gilles Marchand (télévision suisse)
Pour les articles homonymes, voir Gilles Marchand et Marchand.
Gilles Marchand, né le 2 mars 1962 à Lausanne d’un père français et d’une mère suisse, est un sociologue. Du 1er octobre 2017 au 31 octobre 2024 il est directeur général de la Société suisse de radiodiffusion et télévision (SRG SSR).

## Biographie
Gilles Marchand grandit à Paris et à Trélex près de Nyon dans le canton de Vaud. Il suit ses écoles secondaires en France, à Divonne et à Ferney-Voltaire. Après son baccalauréat, il s'inscrit à l’Université de Genève, en sociologie, où il obtient un master.
Il est marié à Victoria Marchand, éditrice et rédactrice en chef de Cominmag, une plateforme numérique consacrée au marketing et à la communication en Suisse romande. Le couple a une fille et un fils[réf. nécessaire]. Depuis son élection au poste de directeur général de la SRG SSR, il vit à Berne[réf. nécessaire].

## Carrière professionnelle
En 1985 il est éditeur chez Chapalay et Mottier (livres d’art, guides) puis il rejoint Tribune Editions, une filiale de la Tribune de Genève. En 1988 il devient responsable des études lecteurs et du marketing de la Tribune de Genève. Après avoir travaillé durant 2 ans comme consultant dans le domaine des médias, il devient en 1993 chef du département études et marketing de Ringier Romandie, entreprise dont il prend la direction en 1998. Ringier Romandie est alors éditeur de L’Hebdo (arrêté en 2017), L’Illustré, TV8, Edelweiss (aujourd’hui Bolero), Montres Passion et Gault et Millau Suisse.
En 2001, il est nommé directeur de la Télévision suisse romande (TSR). En 2010, il est chargé de conduire le processus de fusion entre la radio et la télévision. La RTS (Radio télévision suisse) est créée et il en prend la direction. Il est aussi membre du Comité de direction de la SRG SSR ainsi que suppléant du directeur général de la SRG SSR. En 2016, il est élu directeur général de la SRG SSR et entre en fonction le 1er octobre 2017, succédant à Roger de Weck. Lui succède dans cette charge Susanne Wille le 1er novembre 2024.
Entre 2013 et 2017, il est membre de la Commission fédérale des médias, instituée par le Conseil fédéral. Il préside le conseil d’administration de Publisuisse SA (régie publicitaire de la SSR jusqu'en 2015). Il est aussi membre du conseil d’administration de TV5 Monde, de l’Executive Board de la European Broadcasting Union et du Conseil d'orientation stratégique de l’Université de Genève.
En 2020, son manque de réaction comme directeur de la RTS est mis en cause lorsque des cas d'abus de pouvoirs, de harcèlements moral et sexuel sont révélés par la presse romande. En novembre de la même année, la commission fédérale des transports l'auditionne en lien avec ces dysfonctionnements.
Le 18 janvier 2024, la SSR annonce que Gilles Marchand quittera son poste au plus tard début 2025. Selon la SSR, il s'agit d'éviter que le processus de succession de son directeur général ne coïncide avec la campagne et la votation populaire prévue en 2026 visant à réduire à 200 frs la redevance audiovisuelle. De son côté, la presse romande pointe des difficultés dans les relations avec le monde politique ainsi que certaines décisions stratégiques et managériales prises après le rejet de l'initiative "No Billag" en 2018.

## Autre mandat
Gilles Marchand a créé et présidé Les Médias francophones publics, dont il a assuré la présidence jusqu'en 2017.